# Australian Open 2001
De 89e editie van het Australische grandslamtoernooi, het Australian Open 2001, werd gehouden tussen 15 en 28 januari 2001. Voor de vrouwen was het de 75e editie. Het werd gespeeld in het Melbourne Park te Melbourne.
Het toernooi van 2001 trok 543.834 toeschouwers.

## Belangrijkste uitslagen
Mannenenkelspel

Finale: Andre Agassi (VS) won van Arnaud Clément (Frankrijk) met 6-4, 6-2, 6-2
Vrouwenenkelspel

Finale: Jennifer Capriati (VS) won van Martina Hingis (Zwitserland) met 6-4, 6-3
Mannendubbelspel

Finale: Jonas Björkman (Zweden) en Todd Woodbridge (Australië) wonnen van Byron Black (Zimbabwe) en David Prinosil (Duitsland) met 6-1, 5-7, 6-4, 6-4
Vrouwendubbelspel

Finale: Venus Williams (VS) en Serena Williams (VS) wonnen van Lindsay Davenport (VS) en Corina Morariu (VS) met 6-2, 4-6, 6-4
Gemengd dubbelspel

Finale: Corina Morariu (VS) en Ellis Ferreira (Zuid-Afrika) wonnen van Barbara Schett (Oostenrijk) en Joshua Eagle (Australië) met 6-1, 6-3
Meisjesenkelspel

Finale: Jelena Janković (Joegoslavië) won van Sofia Arvidsson (Zweden) met 6-2, 6-1
Meisjesdubbelspel

Finale: Petra Cetkovská (Tsjechië) en Barbora Strýcová (Tsjechië) wonnen van Anna Bastrikova (Rusland) en Svetlana Koeznetsova (Rusland) met 7-6, 1-6, 6-4
Jongensenkelspel

Finale: Janko Tipsarević (Joegoslavië) won van Jimmy Wang (Taiwan) met 3-6, 7-5, 6-0
Jongensdubbelspel

Finale: Ytai Abougzir (VS) en Luciano Vitullo (Argentinië) wonnen van Frank Dancevic (Canada) en Giovanni Lapentti (Ecuador) met 6-4, 7-6

## Uitzendrechten
Het Australian Open was in Nederland en België te zien op Eurosport. In Nederland was het Australian Open tevens te zien op Nederland 2, in Duitsland op de ARD/ZDF en in het Verenigd Koninkrijk op de BBC.
1905 · 1906 · 1907 · 1908 · 1909 · 1910 · 1911 · 1912 · 1913 · 1914 · 1915 · 1916–1918 · 1919 · 1920 · 1921 · 1922 · 1923 · 1924 · 1925 · 1926 · 1927 · 1928 · 1929 · 1930 · 1931 · 1932 · 1933 · 1934 · 1935 · 1936 · 1937 · 1938 · 1939 · 1940 · 1941–1945 · 1946 · 1947 · 1948 · 1949 · 1950 · 1951 · 1952 · 1953 · 1954 · 1955 · 1956 · 1957 · 1958 · 1959 · 1960 · 1961 · 1962 · 1963 · 1964 · 1965 · 1966 · 1967 · 1968
↓ open tijdperk ↓
1969 (m-v-md-vd-gd) · 1970 (m-v-md-vd) · 1971 (m-v-md-vd) · 1972 (m-v-md-vd) · 1973 (m-v-md-vd) · 1974 (m-v-md-vd) · 1975 (m-v-md-vd) · 1976 (m-v-md-vd) · jan 1977 (m-v-md-vd) · dec 1977 (m-v-md-vd) · 1978 (m-v-md-vd) · 1979 (m-v-md-vd) · 1980 (m-v-md-vd) · 1981 (m-v-md-vd) · 1982 (m-v-md-vd) · 1983 (m-v-md-vd) · 1984 (m-v-md-vd) · 1985 (m-v-md-vd) · 1986 · 1987 (m-v-md-vd-gd) · 1988 (m-v-md-vd-gd) · 1989 (m-v-md-vd-gd) · 1990 (m-v-md-vd-gd) · 1991 (m-v-md-vd-gd) · 1992 (m-v-md-vd-gd) · 1993 (m-v-md-vd-gd) · 1994 (m-v-md-vd-gd) · 1995 (m-v-md-vd-gd) · 1996 (m-v-md-vd-gd) · 1997 (m-v-md-vd-gd) · 1998 (m-v-md-vd-gd) · 1999 (m-v-md-vd-gd) · 2000 (m-v-md-vd-gd) · 2001 (m-v-md-vd-gd) · 2002 (m-v-md-vd-gd) · 2003 (m-v-md-vd-gd) · 2004 (m-v-md-vd-gd) · 2005 (m-v-md-vd-gd) · 2006 (m-v-md-vd-gd) · 2007 (m-v-md-vd-gd) · 2008 (m-v-md-vd-gd) · 2009 (m-v-md-vd-gd) · 2010 (m-v-md-vd-gd) · 2011 (m-v-md-vd-gd) · 2012 (m-v-md-vd-gd) · 2013 (m-v-md-vd-gd) · 2014 (m-v-md-vd-gd) · 2015 (m-v-md-vd-gd) · 2016 (m-v-md-vd-gd) · 2017 (m-v-md-vd-gd) · 2018 (m-v-md-vd-gd) · 2019 (m-v-md-vd-gd)  · 2020 (m-v-md-vd-gd) · 2021 (m-v-md-vd-gd) · 2022 (m-v-md-vd-gd) · 2023 (m-v-md-vd-gd) · 2024 (m-v-md-vd-gd) · 2025 (m-v-md-vd-gd)
Lijst van Australian Openwinnaars